# Malu Dreyer

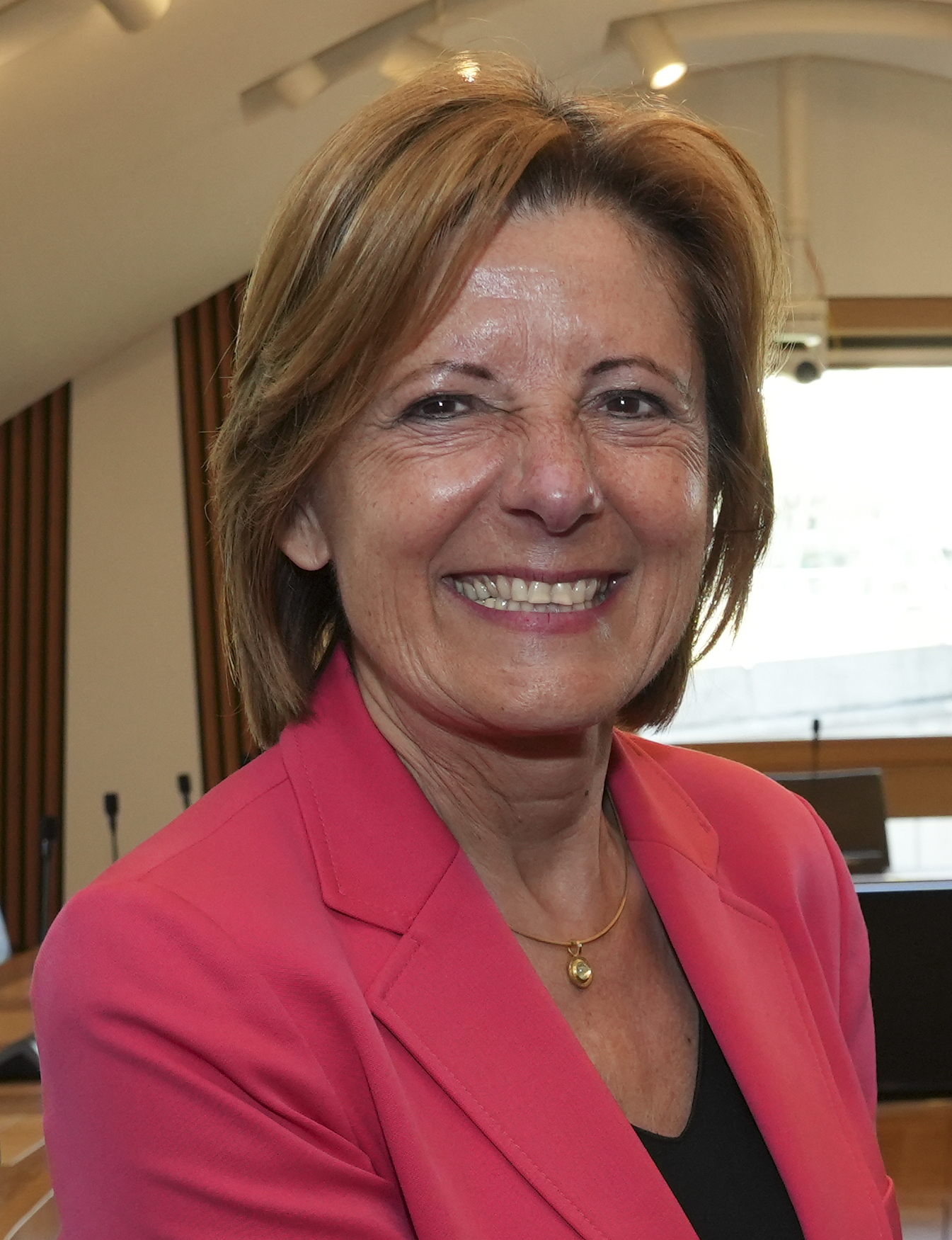
Malu Dreyer, 2023

Marie-Luise „Malu“ Dreyer (* 6. Februar 1961 in Neustadt an der Weinstraße) ist eine ehemalige deutsche Politikerin (SPD). Sie war vom 16. Januar 2013 bis zum 10. Juli 2024 als erste Frau Ministerpräsidentin von Rheinland-Pfalz. Nach dem Rücktritt von Andrea Nahles war sie von Juni 2019 bis Dezember 2019 eine der drei kommissarischen SPD-Vorsitzenden. Von Dezember 2017 bis Dezember 2019 war sie zudem eine der fünf stellvertretenden SPD-Bundesvorsitzenden.
Dreyer regierte von 2013 bis 2016 in einer rot-grünen und von 2016 bis 2024 in einer Ampelkoalition. Zuvor war sie ab März 2002 als Ministerin für Soziales, Arbeit und Familie Mitglied der Landesregierung von Rheinland-Pfalz.

## Herkunft, Studium und berufliche Laufbahn bis 2002
Dreyer wurde als zweites von drei Kindern einer Erzieherin und eines Schulleiters geboren. Nach einem Auslandsschuljahr im kalifornischen Claremont 1977 und dem Abitur 1980 am Käthe-Kollwitz-Gymnasium in Neustadt an der Weinstraße begann sie ein Studium der Anglistik und katholischen Theologie an der Johannes Gutenberg-Universität Mainz. Im Jahr darauf wechselte sie zur Rechtswissenschaft. Sie absolvierte sowohl 1987 die Erste als auch drei Jahre später die Zweite Juristische Staatsprüfung mit einem Prädikatsexamen.
Ab 1989 arbeitete Dreyer an der Mainzer Universität als Wissenschaftliche Assistentin von Honorarprofessor Hans-Joachim Pflug. 1991 wurde sie zur Richterin auf Probe ernannt und erhielt einen Dienstleistungsauftrag als Staatsanwältin in Bad Kreuznach.

## Politisches Engagement

### SPD-Politikerin seit 1995
Dreyer ist seit 1995 Mitglied der SPD. Von 1995 bis 1997 war sie hauptamtliche Bürgermeisterin der Stadt Bad Kreuznach. Ab 1997 leitete sie als Dezernentin den Bereich Soziales, Jugend und Wohnen der Landeshauptstadt Mainz.

#### Ministerin in der Rheinland-Pfälzischen Landesregierung (2002 bis 2013)
Am 15. März 2002 berief sie der damalige Ministerpräsident Kurt Beck als Nachfolgerin von Florian Gerster in sein Kabinett. Dreyer war dann bis Januar 2013 rheinland-pfälzische Ministerin für Arbeit, Soziales, Gesundheit und Demografie. Im Zuge der sogenannten „Rodalben-Affäre“ wurde sie heftig durch die Opposition im Landtag Rheinland-Pfalz kritisiert; in der südwestpfälzischen Stadt war im November 2003 eine Erzieherin von drei Bewohnern eines Jugendheims – zwei 16-, einer 17-jährig – erstochen worden. Die Opposition warf der Sozialministerin schwere Versäumnisse bei der Planung und Umsetzung des Projekts „Heimunterbringung statt Untersuchungshaft“ vor und forderte 2004 ihren Rücktritt.
Von 2005 bis 2013 war Dreyer Vorsitzende der SPD Trier. Bei der für die SPD äußerst erfolgreichen Landtagswahl vom 26. März 2006 trat Dreyer als Nachfolgerin des ausscheidenden Landtagspräsidenten Christoph Grimm als Kandidatin für den Wahlkreis Trier an; sie setzte sich dabei unter anderem gegen den CDU-Landesvorsitzenden und Spitzenkandidaten Christoph Böhr durch, der nach der Wahl sämtliche Parteiämter niederlegte. Bei der Landtagswahl 2011 gewann sie mit 40,6 Prozent der Erststimmen erneut das Direktmandat im Wahlkreis Trier. Bei der Landtagswahl 2016 konnte sie ihren Erststimmenanteil auf 49,6 Prozent der Stimmen steigern und den Wahlkreis so erneut direkt gewinnen. Nachdem sie zu Beginn der Legislaturperiode zur Ministerpräsidentin gewählt worden war, legte sie jedoch ihr Landtagsmandat nieder. Für sie rückte Sven Teuber in den Landtag nach.

#### Ministerpräsidentin von Rheinland-Pfalz (2013 bis 2024)

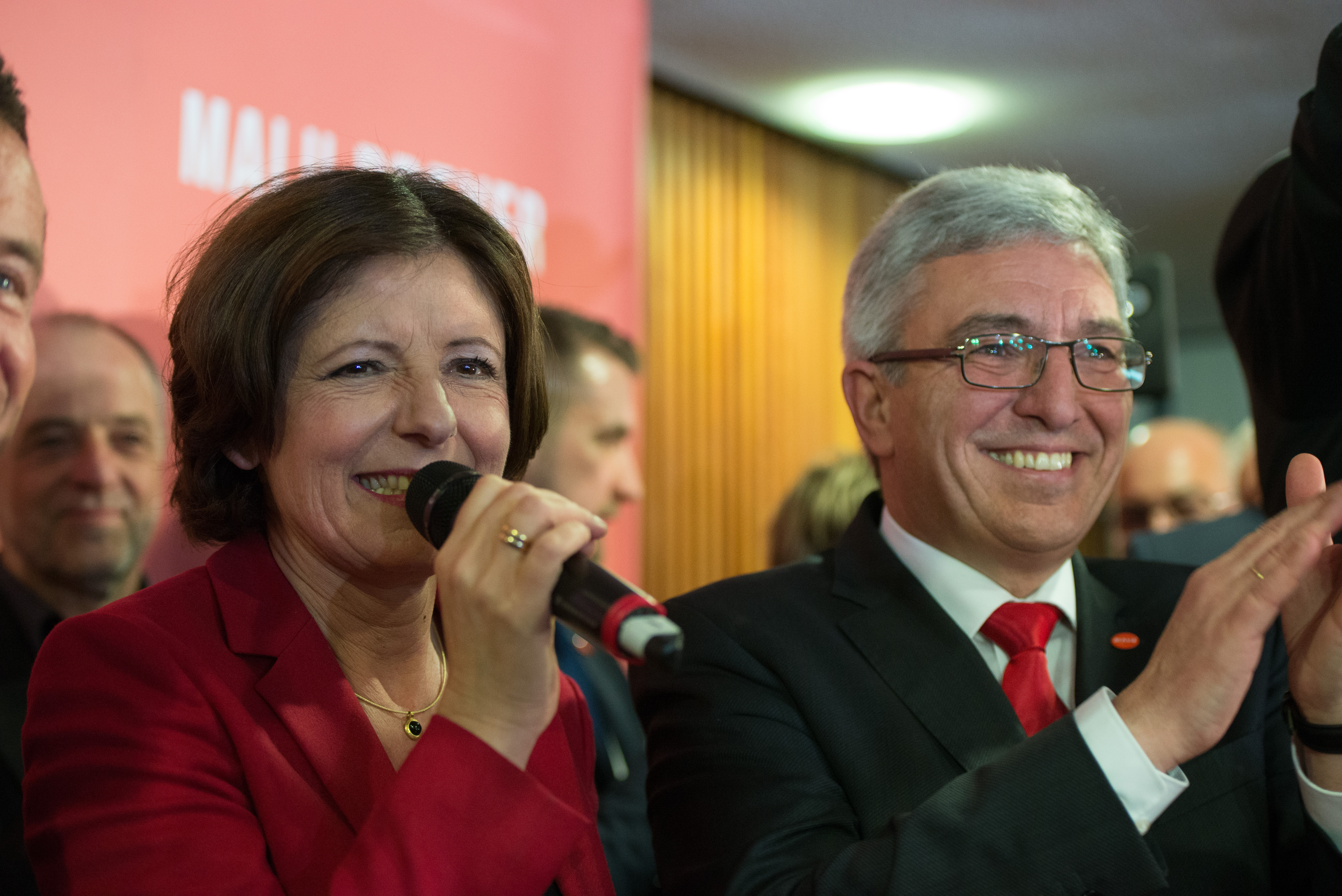
Malu Dreyer (l.) und Roger Lewentz (r.) beim Wahlabend der Landtagswahl Rheinland-Pfalz in Mainz am 13. März 2016.

Nachdem Kurt Beck am 28. September 2012 seinen Rücktritt als Ministerpräsident von Rheinland-Pfalz für Anfang 2013 angekündigt hatte, wurde Dreyer am 16. Januar 2013 vom Landtag mit 60 der insgesamt 100 Stimmen zur Regierungschefin gewählt. Damit war sie die erste Frau, die das Land Rheinland-Pfalz regierte. Dreyer übernahm von Kurt Beck zudem den Vorsitz der Rundfunkkommission der Länder.
Als Anerkennung ihres Engagements für die Pflege und besonders für die Errichtung der Landespflegekammer Rheinland-Pfalz erhielt sie am 13. März 2015 den Deutschen Pflegepreis, der jährlich vom Deutschen Pflegerat verliehen wird.

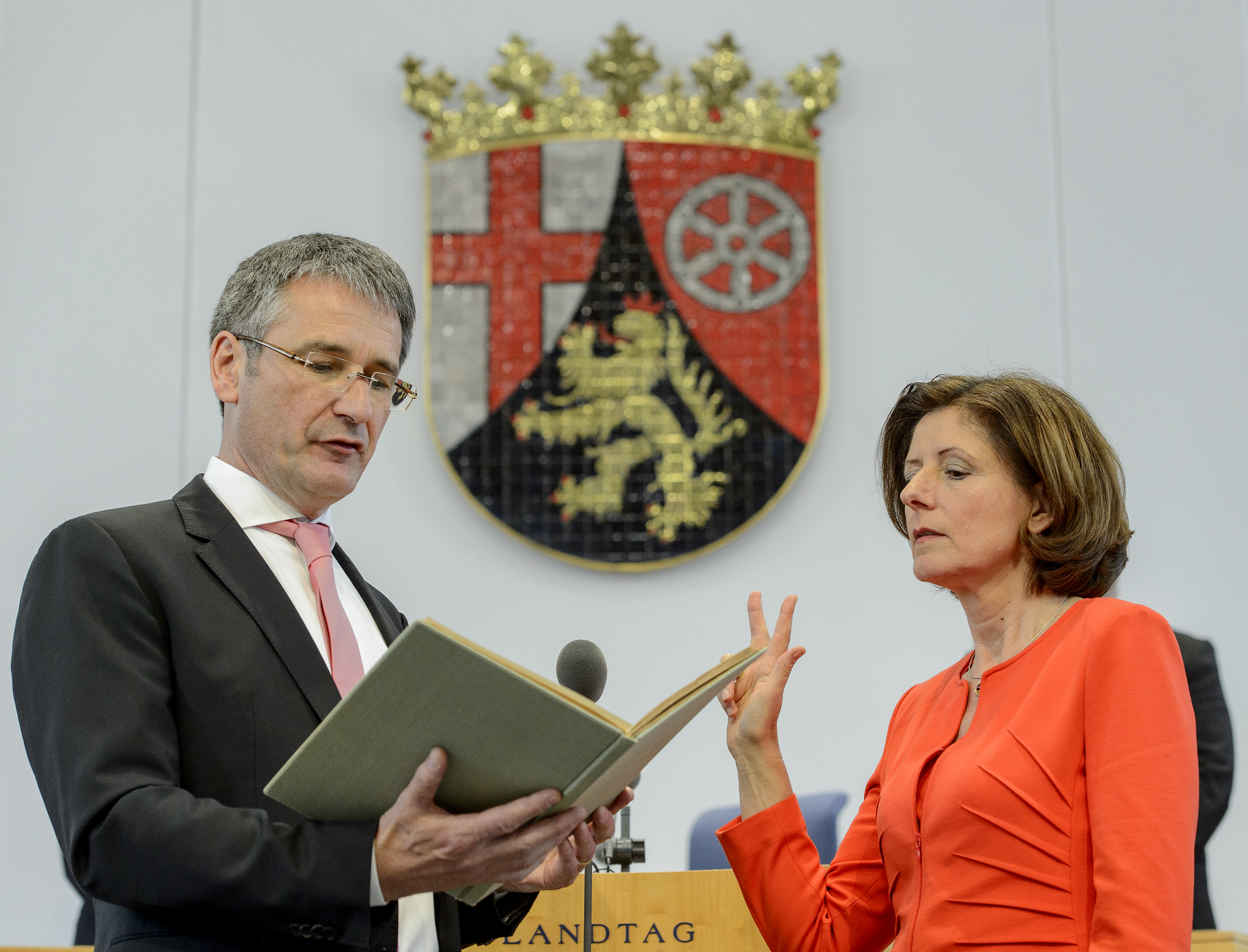
Ministerpräsidentin Malu Dreyer (r.) bei der Vereidigung durch Landtagspräsident Hendrik Hering (l.) am 18. Mai 2016

Bei der Landtagswahl am 13. März 2016 trat sie erstmals als Spitzenkandidatin der SPD an. Die SPD entschied dabei mit einem Endergebnis von 36,2 Prozent der Stimmen die Wahl für sich, nachdem sie die zwei Jahre vor der Wahl in den meisten Umfragen zum Teil sehr deutlich hinter der CDU gelegen hatte. Einen maßgeblichen Anteil am guten Abschneiden der SPD sahen Medien in der großen Beliebtheit von Malu Dreyer.
Demgegenüber sackte die CDU mit einem Endergebnis von 31,8 Prozent der Stimmen auf einen historischen Tiefstand ab. Die CDU-Landes- und Fraktionsvorsitzende Julia Klöckner unterlag damit zum zweiten Mal als CDU-Spitzenkandidatin bei einer Landtagswahl in Rheinland-Pfalz.
Am 18. Mai 2016 wurde sie mit allen 52 Stimmen der ersten SPD-FDP-Grüne-Koalition in Rheinland-Pfalz als Ministerpräsidentin wiedergewählt. Am 8. Juni 2016 kündigte Dreyer an, wegen der Doppelbelastung ihr Landtagsmandat am 1. August 2016 niederzulegen. Einen Misstrauensantrag der CDU-Opposition überstand Dreyer in einer Abstimmung am 14. Juli 2016 mit allen 52 Stimmen ihrer Koalition.

Am 14. Oktober 2016 wurde sie als Nachfolgerin von Stanislaw Tillich zur Bundesratspräsidentin gewählt und trat das Amt am 1. November 2016 an. Turnusgemäß gab sie es am 1. November 2017 an Berlins Regierenden Bürgermeister Michael Müller weiter.
Am 30. Juni 2017 wurde Dreyer als Nachfolgerin von Kurt Beck zur Vorsitzenden des Verwaltungsrates des ZDF gewählt. Auf dem SPD-Parteitag am 7. Dezember 2017 wurde Dreyer zu einer der stellvertretenden Bundesvorsitzenden der Partei gewählt.
Bei einem Parteitag am 5. Dezember 2020 wurde Dreyer mit 99,7 % erneut zur Spitzenkandidatin der SPD für die Landtagswahl in Rheinland-Pfalz am 14. März 2021 gewählt. In ihrer Parteitagsrede ging sie insbesondere auf den Klimaschutz ein. Dieser sei „nicht das Thema einer Partei, sondern das Thema von uns allen.“ Die Wahl gewann die SPD mit 35,7 % der Stimmen. Erneut hatte die SPD zuvor in den meisten Umfragen deutlich hinter der CDU gelegen, die jedoch mit 27,7 Prozent der abgegebenen Stimmen erneut auf einen Tiefstand absackte. Bei der Landtagswahl konnte sie ihren Wahlkreis mit 47,7 Prozent der Stimmen gewinnen. Nachdem sie wiederum nach ihrer Wahl zur Ministerpräsidentin ihr Landtagsmandat niedergelegt hatte, rückte erneut Sven Teuber für sie nach.
Am 18. Mai 2021 wurde Dreyer mit 55 Stimmen – über so viele verfügte die SPD-Grüne-FDP-Koalition – zur Ministerpräsidentin wiedergewählt. Am 19. Juni 2024 kündigte sie aus gesundheitlichen Gründen ihren Rücktritt als Ministerpräsidentin an. Die letzte Kabinettssitzung mit Ministerpräsidentin Dreyer fand am 9. Juli 2024 in Dernau statt, das von der Flutkatastrophe im Ahrtal 2021 schwer betroffen war. Dreyer selbst hat die tödliche Flutkatastrophe im Ahrtal in einem Interview im Jahr 2024 als Zäsur in ihrem Leben bezeichnet; sie war wegen des Versagens von Behörden auch in die Kritik geraten.
Dreyer wurde am 10. Juli 2024 vom bisherigen Arbeitsminister von Rheinland-Pfalz, Alexander Schweitzer, abgelöst.

### Kabinette

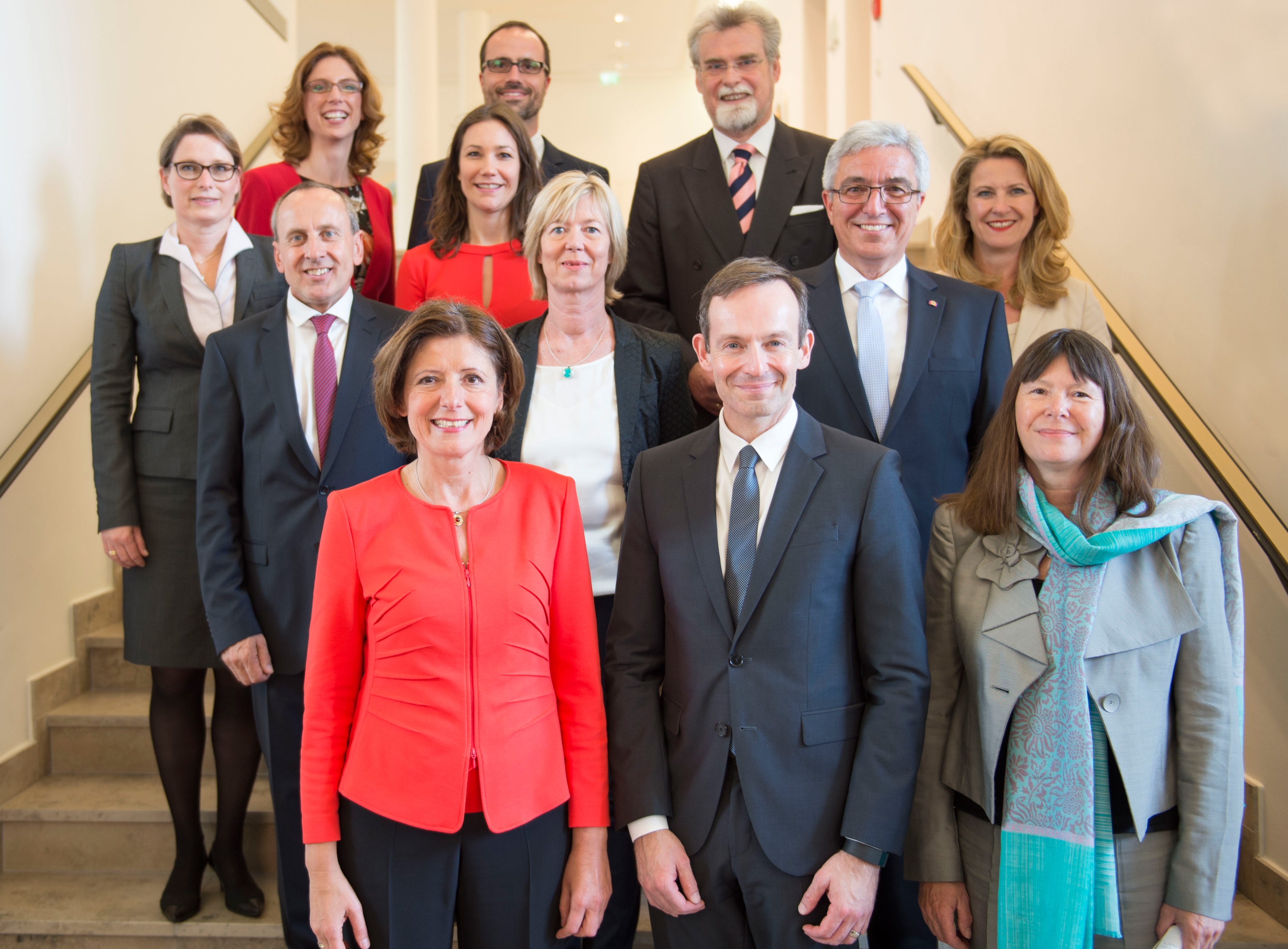
Malu Dreyer (l. u.) mit ihren Ministern und Ministerinnen für die rot-gelb-grüne Koalitionsregierung im Kabinett Dreyer II am 18. Mai 2016.

- Kabinett Beck III (März 2002 – Mai 2006): Ministerin für Arbeit, Soziales, Familie und Gesundheit
- Kabinett Beck IV (Mai 2006 – Mai 2011): Ministerin für Arbeit, Soziales, Gesundheit, Familien und Frauen
- Kabinett Beck V (Mai 2011 – Januar 2013): Ministerin für Soziales, Arbeit, Gesundheit und Demografie
- Kabinett Dreyer I (Januar 2013 – Mai 2016): Ministerpräsidentin
- Kabinett Dreyer II (Mai 2016 – Mai 2021): Ministerpräsidentin
- Kabinett Dreyer III (Mai 2021 – Juli 2024): Ministerpräsidentin

## Privates
Malu Dreyer ist seit Juli 2004 mit Klaus Jensen verheiratet, der zuvor Staatssekretär in Rheinland-Pfalz und von 2007 bis 2015 Oberbürgermeister von Trier war. Die bekennende Katholikin lebt mit ihrem Ehemann im Schammatdorf, einem inklusiven und generationenübergreifenden Wohnprojekt nahe der Benediktinerabtei St. Matthias in Trier. Das Zentralkomitee der deutschen Katholiken wählte Malu Dreyer im November 2016 und erneut im April 2021 als eine von 45 Einzelpersönlichkeiten unter den Mitgliedern.
Im Jahr 1995 wurde bei Dreyer Multiple Sklerose diagnostiziert, weshalb sie bei längeren Wegstrecken einen Rollstuhl benutzt. Sie ist unter anderem Schirmherrin des Landesverbandes Rheinland-Pfalz der Deutschen Multiple Sklerose Gesellschaft (DMSG) und von TAG Trier, einem örtlichen Projekt für Multiple-Sklerose-Betroffene.

## Ehrungen
- 2015: Deutscher Pflegepreis[32]
- 2018: Heinrich-Albertz-Friedenspreis[33]
- 2019: August-Bebel-Preis der August-Bebel-Stiftung[34]
- 2023: Großes Bundesverdienstkreuz mit Stern und Schulterband[35]

## Werke
- Die Zukunft ist meine Freundin: Wie eine menschliche und ehrliche Politik gelingt, Malu Dreyer und Hajo Schumacher. Bastei Lübbe (Quadriga), Köln 2015, ISBN 978-3-86995-083-9.

## Dokumentarfilm
- Sabine Harder: Malu Dreyer – Eine von hier, SWR Fernsehen.